# Tomomi Nishimoto
Tomomi Nishimoto (西本智実) est une cheffe d'orchestre japonaise née à Osaka le 22 avril 1970.

## Biographie
Elle reçoit des leçons de piano de sa mère  dès l'âge de trois ans. Après l'obtention de son diplôme de composition musicale à l'université de musique d'Osaka en 1994, elle est admise au conservatoire Rimski-Korsakov de Saint-Pétersbourg.
Même si elle a l'expérience de la conduite d'opéra pendant ses années à l'université de musique d'Osaka en tant que vice-conducteur, sa carrière officielle de chef commence en 1998 avec l'orchestre symphonique de Kyoto. Elle a depuis dirigé de nombreux orchestres japonais célèbres et a reçu divers prix, tels le prix Idemitsu (ja) (1999), la médaille St. Stanislav (1999) et le prix Sakuya-Konohana (ja) (2000).
Sa carrière professionnelle en Russie commence en 1999 quand elle dirige l'orchestre philharmonique de Saint-Pétersbourg. En 2002, elle est nommée chef d'orchestre de l'orchestre symphonique « millennium » du Bolchoï. Par ailleurs, elle est principale chef invitée du théâtre français de Saint-Pétersbourg (2004–2006), et a également été nommée chef principale et directrice artistique de l'orchestre symphonique russe de la Fondation Tchaïkovski (2004–2007). En 2005, elle dirige la première représentation publique de la symphonie inachevée de Tchaïkovski.

## Fin des années 2010
Nishimoto est active en Europe en 2007 puisqu'elle dirige l'orchestre Bruckner de Linz au Brucknerhaus (en) en Autriche. Par la suite, elle dirige de nombreux orchestres européens tels que l'orchestre philharmonique de Monte-Carlo, l'orchestre philharmonique royal, l'orchestre philharmonique de Budapest, l'orchestre philharmonique George Enescu de Roumanie, l'orchestre de chambre de Lituanie et l'orchestre symphonique national de Lettonie. En plus de ses activités avec les orchestres, Nishimoto collabore également avec l'Opéra d’État de Prague et l'Opéra d'État hongrois en tant que dirigeante d'opéra.

## Remarques
- Sélectionnée comme l'une des 100 personnalités japonaises les plus respectées par l'édition japonaise du magazine américain Newsweek[6]
- Élu Young Global Leader 2007 du forum économique mondial[7]
- Récompensé aux Best Dresser Awards (ja) 2009 [8]